# Tonerkartusche

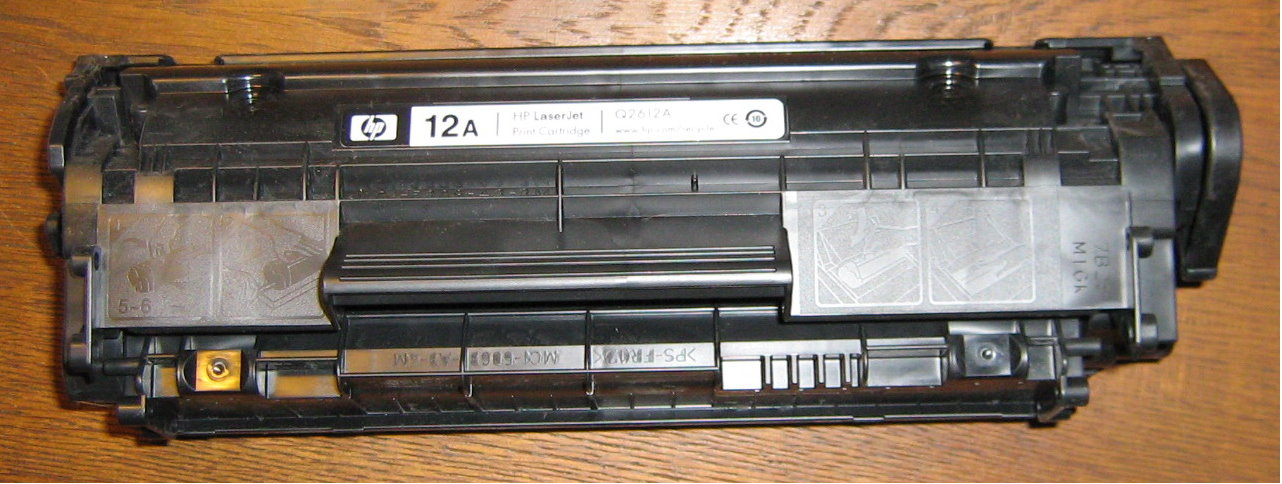
Tonerkartusche für Laserdrucker von Hewlett-Packard

Eine Tonerkartusche ist ein Bauteil von Elektrofotografie-Geräten wie Laserdruckern, Kopierern oder Laser-Faxgeräten. Es enthält den Toner, einige Bauteile für den Druckprozess und einen Auffangbehälter für den überschüssigen Toner. 

## Aufbau

Schematischer Querschnitt einer Tonerkartusche

Die Tonermischwelle (englisch agitator bar) transportiert den Toner zur Magnetwalze und verhindert eine Verdichtung des Toners.
In der Entwicklungsstation (englisch development station) wird der Toner auf der Fotoleitertrommel übertragen.
Der Regulierungswischer (englisch doctor blade) reguliert die Menge des Toners und unterstützt zusammen mit der Magnetwalze den Ladungsaufbau des Toners.
Die Trommelklappe (englisch drum shutter) schützt die Fotoleitertrommel vor Beschädigung, wenn die Tonerkartusche nicht im Gerät eingebaut ist.
Der Laserschacht (englisch laser port) ist eine Öffnung, durch die der Laser auf die Fotoleitertrommel gerichtet wird.
Die untere Presswalze (englisch lower pressure roller) erzeugt zusammen mit der oberen Heizwalze Druck auf das Papier mit dem geschmolzenen Toner.
Die Magnetwalze (englisch magnetic developer roller) ist ein beschichtetes Aluminiumrohr, das um einen stationären Magnetkern rotiert. Sie sorgt zusammen mit dem Regulierungswischer für den Ladungsaufbau des Toners.
Die Fotoleitertrommel (englisch OPC drum, englisch organic photo conductor drum) ist ein mit einem amorphen organischen Halbleiter, amorphem Silizium oder Arsentriselenid beschichtetes Aluminiumrohr. Durch die Beschichtung hat es die Eigenschaft, im Dunkeln nichtleitend, bei Lichteinfall jedoch leitend zu sein. Die magnetischen Tonerpartikel bleiben an den unbelichteten und damit geladenen Stellen der Fotoleitertrommel haften.
Der Beladungsroller (englisch primary charge roller) lädt die Fotoleitertrommel negativ und beseitigt noch vorhandene positive Ladungen.
Die Tonerrückhaltefolie (englisch recovery blade) (eine Biaxial orientierte Polyester-Folie) verhindert, dass überschüssiger Toner aus dem Abfalltonertank fällt.
Im Siegelkanal (englisch seal channel) befindet sich bei unbenutzten Tonerkartuschen eine Siegelfolie, die das Aussickern von Toner verhindert.
Im Tonertank (englisch toner hopper) befindet sich der unverbrauchte Toner. Der Tonertank ist nie vollständig gefüllt, um eine Verdichtung des Toners zu verhindern.
Der Tonersensor (englisch toner low sensor bar) ist ein Magnetfeldsensor zur Erkennung eines zu niedrigen Tonerfüllgrades des Tonertanks.
Der Übertragungsroller (englisch transfer roller) ist eine elektrisch geladene Rolle, dessen Ladung die Tonerpartikel von der Fotoleitertrommel auf das Papier zieht.
Die obere Heizwalze (englisch upper fuser roller) erhitzt den Toner bis über den Schmelzpunkt, so dass er andauernd am Papier haftet.
Im Abfalltonertank (englisch waste bin) wird der überschüssige Toner gesammelt.
Der Trommelwischer (englisch wiper blade) beseitigt überschüssigen Toner und durch die Eletrostatik angezogenen Schmutz von der Fotoleitertrommel.

## Kartuschentypen
Im Handel unterscheidet man zwischen Originalkartuschen, kompatiblen Kartuschen und aus recycelten Kartuschen resultierende Rebuilt- sowie Refill-Tonerkartuschen. Beim farbgebenden Pulver der Tonerkartusche – dem sogenannte Toner – unterscheidet man zwischen Einkomponententonern, Zweikomponententonern und Flüssigtonern. Der Aufbau und die Produktion von Tonerkartuschen muss entsprechenden Bestimmungen entsprechen, da Tonerpulver als gesundheitsschädlich eingestuft wird.

### Rebuilt-Toner
Bei Rebuild-Tonern wird primär das Plastikgehäuse des Toners wiederverwertet. Tonerrückstände werden beim Recyclingvorgang umweltschonend entsorgt. Nach Reinigung der Rückstände des alten Tonerpulvers, werden die weiteren Bauteile, wie Belichtungstrommel, Beladungsroller, Trommel-Abstreifer und Magnetwalze durch Neuteile ausgetauscht.

### Refill-Toner
Beim sogenannten Refill-Tonern – Wiederbefüllten Tonerkartuschen – werden Verschleißteile nicht wie bei Rebuilttonern durch Neuteile ausgetauscht. Die vorhandene Tonerkartusche wird komplett wiederverwertet und mit neuem Tonerpulver befüllt. 

## Umweltaspekte
In Folge des Kreislaufwirtschaftsgesetzes, das die stoffliche Verwertung von wiederverwertbaren Abfällen, vor dem Hintergrund der Schonung natürlicher Ressourcen fördern soll, werden neben Originalkartuschen auch recyclete Varianten angeboten. 
Pro 100.000 von jährlich Millionen über den Hausmüll entsorgten Tonerkartuschen werden 9.599 Kilogramm Aluminium, 40 Tonnen Kunststoff und 1.000.000 Liter Rohöl vernichtet. So machen recycelte Tonerkartuschen mittlerweile rund 40 % des Marktanteils im Fachhandel aus.

## Normen für Tonerkartuschen
In der DIN 33870 werden für Rebuild- und Refillkartuschen (Recyclingkartuschen) Mindestanforderungen festgelegt. Allerdings fertigen ausgesprochen wenige Anbieter von Recyclingkartuschen normkonforme Produkte. Lediglich normkonforme Recyclingprodukte lassen sich objektiv vergleichen. Bei allen anderen Produkten muss man sich auf die Aussagen der Anbieter verlassen.
Seit etwa 2004 unterstützen einige große OEM-Hersteller, wie Brother, Hewlett-Packard, Canon, Lexmark, Epson usw. eine neue Internationale Norm: die ISO / IEC 19752 (LSA-Brief). Dieses Prüfverfahren bestimmt die Druckleistung von Tonerkartuschen in monochromen (s/w) Laserdruckern. Es stellt hohe Qualitätsanforderungen an das Verbrauchsmaterial. Hier eine Zusammenfassung der Testkriterien zur ISO/IEC 19752:
- Verwendung einer Standardseite (LSA-Brief), gedruckt in einer kontrollierten Umgebung mit Standard-Druckereinstellungen.
- Es werden mindestens neun Stück jeder Kassette getestet, bis sie vom Drucker als leer erkannt werden (Toner-Low-Meldung). Dadurch kann ein Mittelwert der zu erwartenden Druckleistung gebildet werden.
- Die verwendeten Kassetten und Drucker kommen aus dem freien Markt und sind keine speziellen Testkartuschen.
- Messungen der Druckqualität, die ein Nutzungsende-Kriterium aufstellen.
- Es werden mindestens drei Kassetten auf drei verschiedenen Geräten getestet, um Einflüsse durch Hardware-Unterschiede auszuschließen.
- Die Druckumgebung wird kontrolliert konstant gehalten, da sich Temperatur- und Feuchtigkeitsschwankungen auf die Druckleistung auswirken.
- Die Testkriterien stellen durch die weltweite und branchenweiten Beteiligung einen objektiven Standard dar.